# AVCA National Coach of the Year (femminile, NCAA Division I)
Pallavoliste premiate come AVCA National Coach of the Year

## Elenco
| Stagione | Giocatrice         | Squadra             |
| -------- | ------------------ | ------------------- |
| 1982     | Dave Shoji         | Hawaii              |
| 1983     | Taras Liskevych    | Pacific             |
| 1984     | Leilani Overstreet | CSU Fresno          |
| 1985     | Mike Hebert        | Illinois            |
| 1986     | Terry Pettit       | Nebraska            |
| 1987     | Kathy DeBoer       | Kentucky            |
| 1988     | Lisa Love          | Texas Arlington     |
| 1989     | Andy Banachowski   | UC Los Angeles      |
| 1990     | Russ Rose          | Penn State          |
| 1991     | Don Shaw           | Stanford            |
| 1992     | Mary Wise          | Florida             |
| 1993     | Kathy Gregory      | UC Santa Barbara    |
| 1994     | Terry Pettit       | Nebraska            |
| 1995     | Chuck Erbe         | Michigan State      |
| 1996     | Mary Wise          | Florida             |
| 1997     | Russ Rose          | Penn State          |
| 1998     | Brian Gimmillaro   | CSU Long Beach      |
| 1999     | Iradge-Ahrabi Fard | Northern Iowa       |
| 2000     | John Cook          | Nebraska            |
| 2001     | John Dunning       | Stanford            |
| 2002     | Bobbi Peterson     | Northern Iowa       |
| 2003     | Mick Haley         | Southern California |
| 2004     | Jim McLaughlin     | Washington          |
| 2005     | John Cook          | Nebraska            |
| 2006     | Andy Banachowski   | UC Los Angeles      |
| 2007     | Russ Rose          | Penn State          |
| 2008     | Russ Rose          | Penn State          |
| 2009     | Dave Shoji         | Hawaii              |
| 2010     | Rich Feller        | UC Berkeley         |
| 2011     | Michael Sealy      | UC Los Angeles      |
| 2012     | Jerritt Elliott    | Texas               |
| 2013     | Russ Rose          | Penn State          |
| 2014     | Shawn Olmstead     | Brigham Young       |
| 2015     | Hugh McCutcheon    | Minnesota           |
| 2016     | John Dunning       | Stanford            |
| 2017     | Mary Wise          | Florida             |
| 2018     | Heather Olmstead   | Brigham Young       |
| 2019     | Ryan McGuyre       | Baylor              |
| 2020     | Craig Skinner      | Kentucky            |
| 2021     | Danielle Busboom   | Louisville          |
| 2022     | Jennifer Petrie    | San Diego           |
| 2023     | John Cook          | Nebraska            |